# دائرة عين آزال
دائرة عين آزل هي إحدى دوائر ولاية سطيف الجزائرية.

## التقسيم الإداري
تشرف الدائرة عل البلديات التالية:
- عين آزال
- عين الحجر
- بئر حدادة
- بيضاء برج